# مایکل دی لورنزو
مایکل دی لورنزو (به انگلیسی: Michael DeLorenzo) (زادهٔ ۱۱ ژوئن ۱۹۶۳)موسیقی‌دان، بازیگر آمریکایی است.
از فیلم‌های معروف او می‌توان به بازی در فیلم رضایت اشاره کرد.